# هاتاویز مونتاین پاینز (کالیفرنیا)
هاتاویز مونتاین پاینز (به انگلیسی: Hathaways Mountain Pines) یک منطقهٔ مسکونی در ایالات متحده آمریکا است که در شهرستان کالاوراس، کالیفرنیا واقع شده‌است. هاتاویز مونتاین پاینز ۱٬۰۵۱ متر بالاتر از سطح دریا واقع شده‌است.